# Joan de Lidda
Joan de Lidda fou un bisbe de Lidda (Lydda) que exercia el càrrec vers el 1194.
Va deixar escrita una carta dirigida a Miquel, patriarca electe de Jerusalem, que fou publicada per l'historiador Étienne Baluze a la seva Miscellanea, en versió llatina.